# We Were Promised Jetpacks
We Were Promised Jetpacks ist eine 2003 gegründete britische Indie-Rock Band aus Edinburgh, Schottland.

## Geschichte
We Were Promised Jetpacks wurde 2003 von Sänger und Gitarrist Adam Thompson, Gitarrist Michael Palmer, Bassist Sean Smith und Schlagzeuger Darren Lackie in Edinburgh gegründet. Ihr erstes Konzert spielte die Band bei einem Battle of the Bands-Wettbewerb ihrer Schule, den sie für sich entschieden. Später zog es die Gruppe nach Glasgow:

“There was a time when we first moved to Glasgow (we grew up and went to school in Edinburgh, then three of us moved to Glasgow and one of us to Stirling) and started playing proper gigs in proper venues. (...) We started playing places like Sleazy’s and whatnot. We felt like a proper band.”

„Als wir nach Glasgow zogen (wir waren in Edinburgh aufgewachsen und zur Schule gegangen, dann zogen drei von uns nach Glasgow und einer von uns nach Stirling), begannen wir, richtige Konzerte zu geben. (...) Wir begannen, an Orten wie dem Sleazy’s und so zu spielen. Wir fühlten uns wie eine richtige Band.“

## Diskografie

### Alben
- These Four Walls (Juni 2009)
- In the Pit of the Stomach (Oktober 2011)
- Unravelling (Oktober 2014)
- The More I Sleep the Less I Dream (September 2018)
- Enjoy the View (September 2021)

### EPs
- The Last Place You'll Look (März 2010)

### Livealben
- E Rey Live In Philadelphia (Februar 2014)

### Singles
- Quiet Little Voices / Let's Call This a Map (Mai 2009)
- Roll Up Your Sleeves / Back to the Bare Bones (Juni 2009)
- It's Thunder and It's Lightning / Ships With Holes Will Sink (November 2009)
- Medicine / Building Buildings (September 2011)
- Human Error / Ink Slowly Dries (Dezember 2011)
- Hanging in (2018)
- Repeating Patterns (2018)

## Galerie

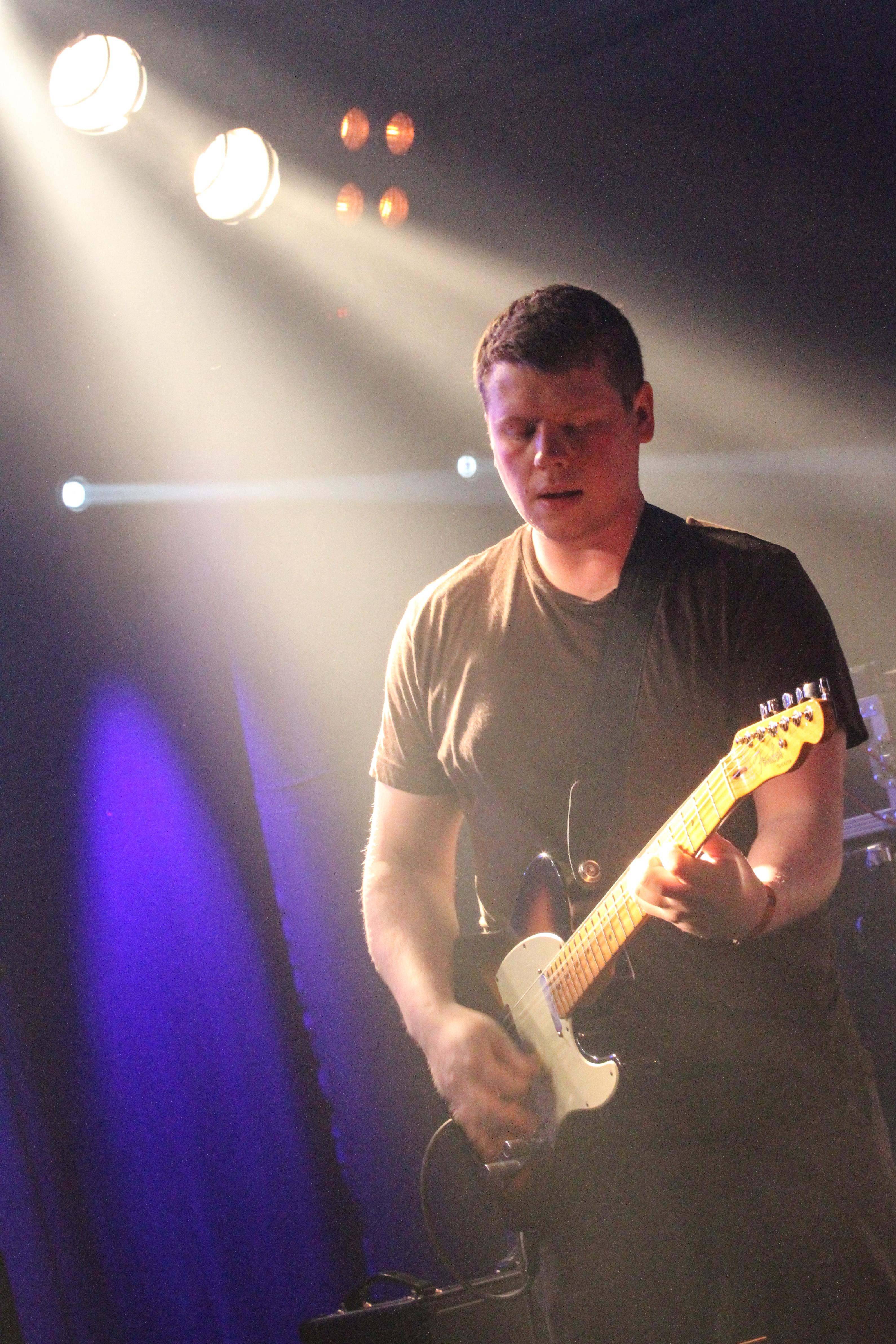
Sänger und Gitarrist Adam Thompson
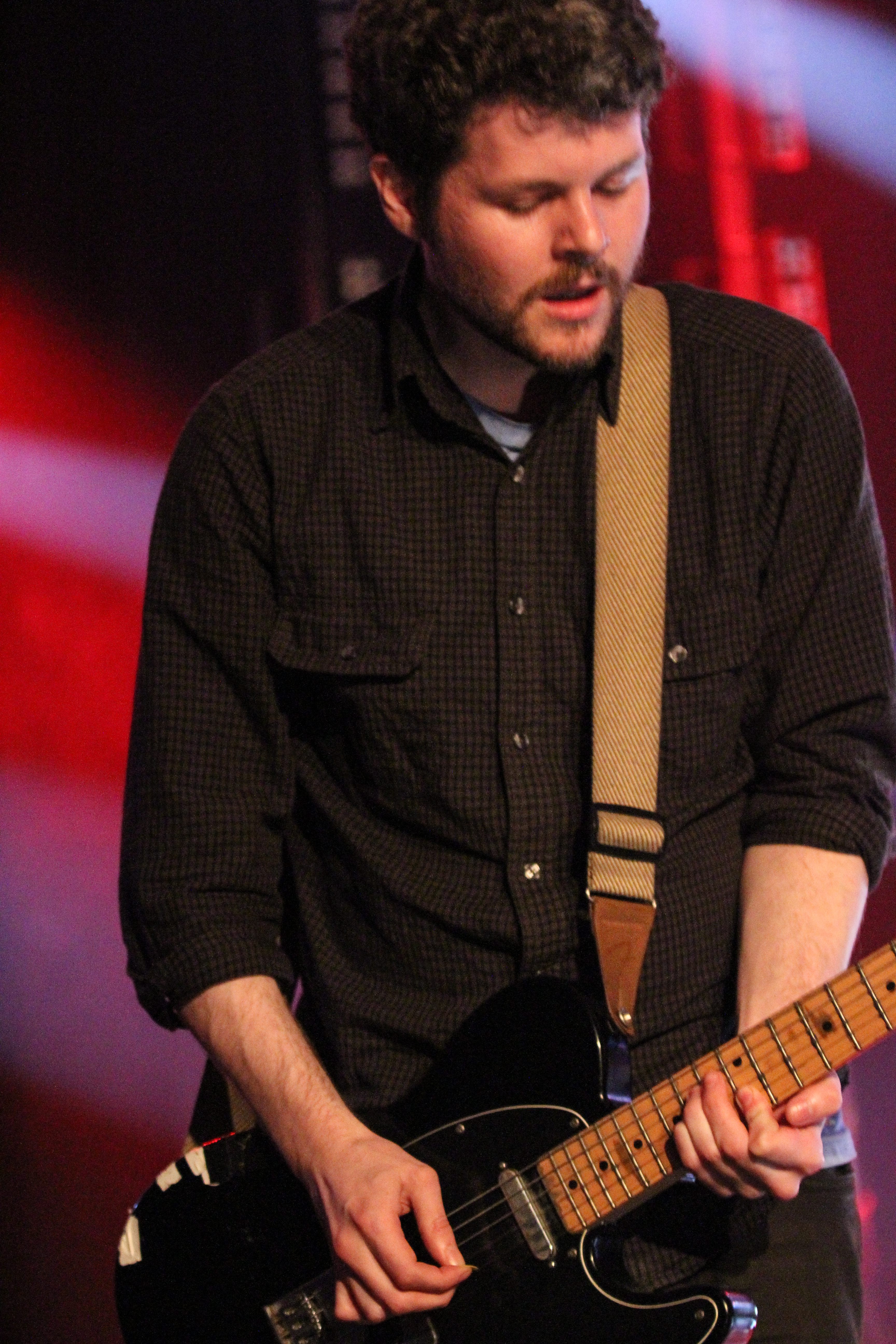
Gitarrist Michael Palmer
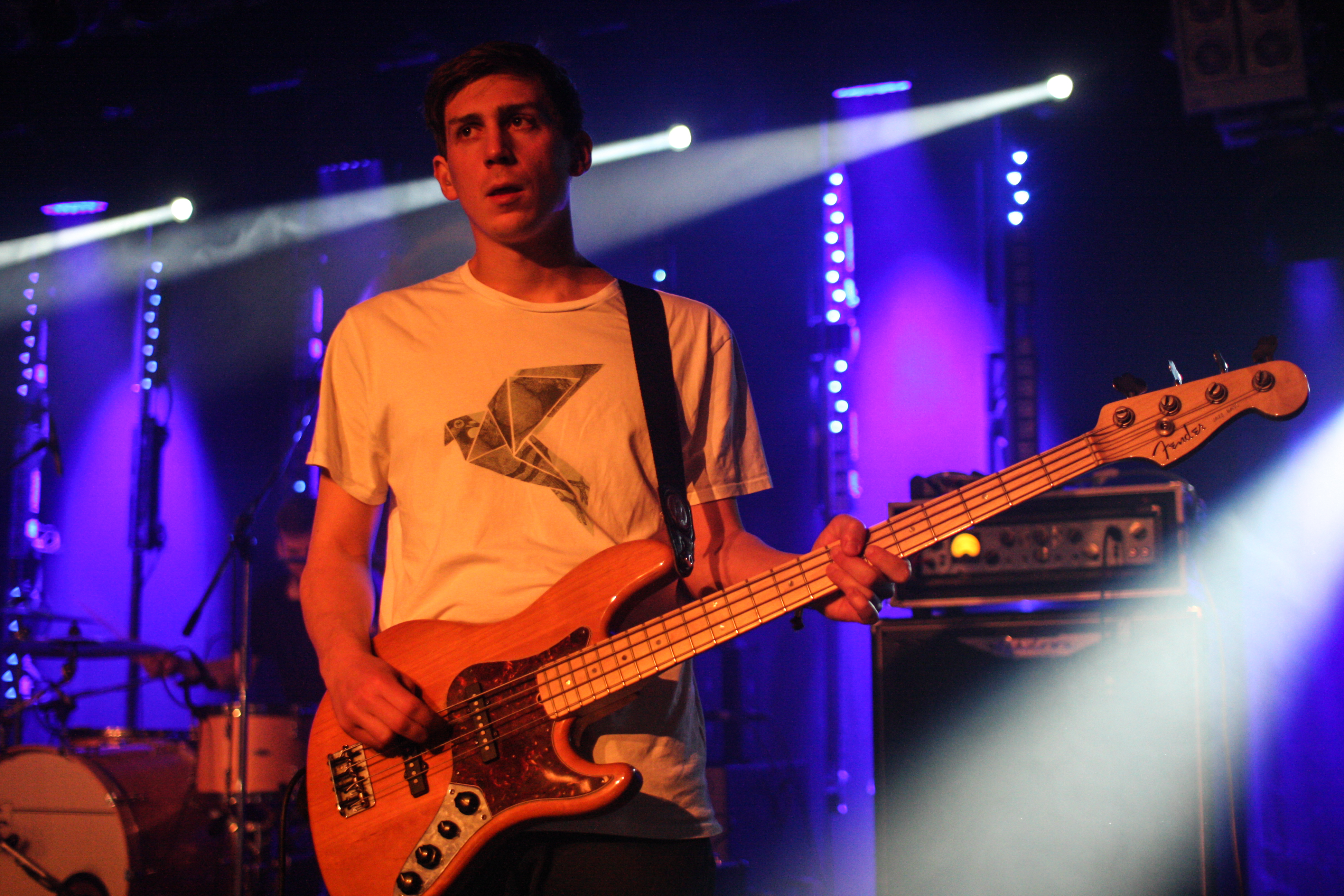
Bassist Sean Smith
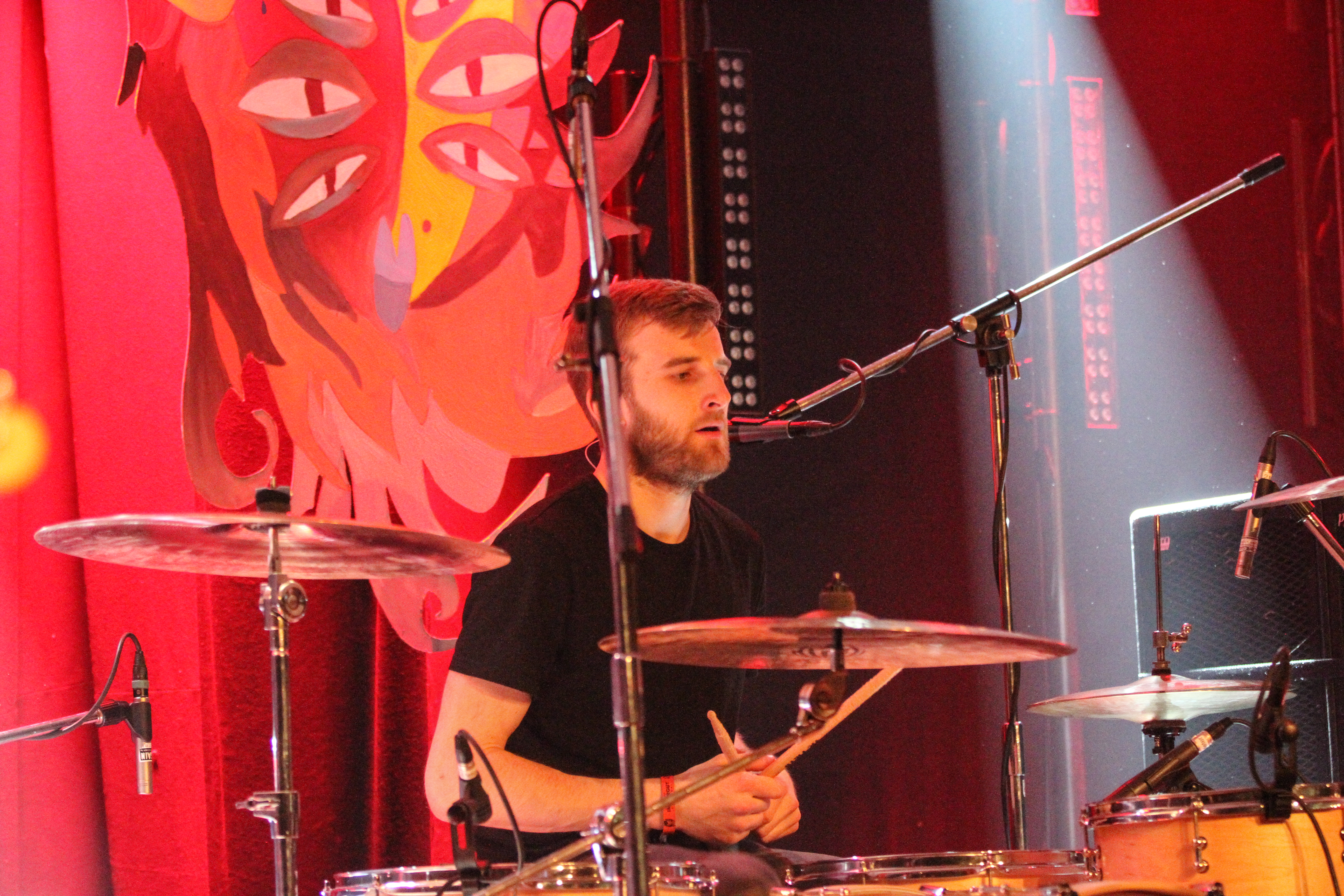
Schlagzeuger Darren Lackie